# Proceratophrys carranca
Proceratophrys carranca é uma espécie de anfíbio da família Odontophrynidae. Endêmica do Brasil, pode ser encontrada no município de Buritizeiro, no estado de Minas Gerais.